# Салстреумен
Салстреумен (норв. Saltstraumen) — вузька протока і припливна течія у муніципалітеті Буде, фюльке Нурланн, Норвегія. Міст Салстреумен автостради County Road 17 перетинає протоку.
Протока має завдовжки 3 км і завширшки 150 м. Вона зв'язує Салтен-фіорд із Шерстад-фіордом. Припливна течія в протоці вважається однією з найсильніших у світі. Близько 400 млн м³ води протікають в одному циклі на швидкості, яка доходить до 37 км/год. Вода при цьому утворює вири діаметром до 12 метрів і 4–5 метрів завглибшки. Відбувається цей феномен чотири рази на день.
Перепад висот між рівнем моря і рівнем води у фіорді може сягати до 1 метра.
Терен, де розташована протока, зазнає гляціоізостазії. Протока й течія утворилися два-три тисячоліття тому.

## Галерея
|                                       |
| Saltstraumen churning, February 2011. |

|  |
|  |

|  |
|  |

|  |
|  |